# Мудания
1. перенаправление Муданья